# Будова Землі

Земля в розрізі від ядра до екзосфери. Ліва картинка не в масштабі.

Земля має в першому грубому наближенні форму сплюснутої кулі (екваторіальний радіус дорівнює 6377 км, полярний — близько 6355,5 км, середній — 6371 км) і складається з декількох оболонок.
Ці шари можуть бути визначені або їх хімічними або їх реологічними властивостями. В центрі розташоване ядро Землі з радіусом близько 1250 км, яке в основному складається із заліза та нікелю.
Далі йде рідка частина ядра Землі (яка складається в основному з заліза) з товщиною близько 2200 км. Потім 2900 км в'язкої мантії, що складається з силікатів і оксидів, а зверху доволі тонка, тверда земна кора. Вона також складається з силікатів та оксидів, але збагачена елементами, які не зустрічаються в мантійних породах. Наукове розуміння внутрішньої будови Землі базується на спостереженнях топографії і батиметрії, спостережень гірських порід у відслоненнях, зразках піднятих на поверхню з великих глибин в результаті вулканічної активності, аналізі сейсмічних хвиль, які проходять крізь Землю, вимірюванні гравітації областей Землі та експериментах з кристалічними твердими тілами при тисках і температурах, характерних для глибоких надр Землі.

## Маса
Для оцінки маси Землі та її середньої густини може бути використано силу її гравітаційного притягання. Астрономи також можуть розрахувати масу Землі за її орбітою та впливом на близькі планетарні тіла.
Маса Землі становить 5,97219× 1024 кг, її об'єм — близько 1,08321× 1021 м3 , звідки середня густина Землі — 5513 кг/м3.

## Будова
Будову Землі можна класифікувати за двома принципами: за механічними властивостями, такими як реологія, або за хімічними властивостями. Механічно вона може бути розділена на літосферу, астеносферу, мезосферу, зовнішнє ядро та внутрішнє ядро. Хімічно Землю можна розділити на земну кору, верхню мантію, нижню мантію, зовнішнє ядро та внутрішнє ядро.
Геологічні шари Землі знаходяться на наступних глибинах під поверхнею:
| Глибина (км) | Шар                                              | Схематична будова |
| ------------ | ------------------------------------------------ | ----------------- |
| 0-60         | Літосфера (локально коливається від 5 до 200 км) |                   |
| 0-35         | Кора (локально коливається від 5 до 70 км)       |                   |
| 35-2890      | Мантія                                           |                   |
| 35-60        | Верхня частина мантії                            |                   |
| 35-660       | Верхня мезосфера (верхня мантія)                 |                   |
| 100-200      | Астеносфера                                      |                   |
| 660-2890     | Нижня мезосфера (нижня мантія)                   |                   |
| 2890-5150    | Зовнішнє ядро                                    |                   |
| 5150-6360    | Внутрішнє ядро                                   |                   |

Шари Землі вивчаються непрямими методами, з допомогою вимірювання часу поширення заломлених та відбитих сейсмічних хвиль, створених землетрусами. Ядро не пропускає поперечні хвилі, а швидкість поширення хвиль відрізняється в різних шарах. Зміни у швидкості сейсмічних хвиль між різними шарами викликає їх заломлення у відповідності до закону Снеліуса.

### Ядро

Вивчення будови Землі за допомогою хвиль, утворених землетрусом. Суцільними лініями позначено P-хвилі (поздовжні), штриховими лініями — S-хвилі (поперечні). Літерою K позначено поздовжні обмінні хвилі.

Порівнюючи середню густину Землі (5513 кг/м3) з середньою густиною верхніх частин земної кори (2670 кг/м3), можна зробити висновок, що матеріали з великою густиною наявні в надрах Землі, зокрема в ядрі. Ще один доказ високої густини ядра дає сейсмологія. Сейсмічні вимірювання показують, що ядро ділиться на дві частини — тверде внутрішнє ядро з радіусом ≈ 1220 км і рідке зовнішнє ядро з радіусом ≈ 3400 км.
Густини знаходяться в межах від 9900–12200 кг/м3 у зовнішньому ядрі і 12600–13000 кг/м3 у внутрішньому.
Зовнішнє ядро відділяється від внутрішнього розривом Леманн-Буллен.

### Мантія

Товщина земної кори в кілометрах

Мантія Землі простягається до глибини 2890 км, що робить її найтовстішим шаром Землі. Тиск у нижній мантії сягає близько 140 ГПа (1,4·106 атм). Мантія складається з силікатних порід, багатих (у порівнянні із земною корою) залізом та магнієм. Високі температури в мантії роблять силікатний матеріал достатньо пластичним, щоб могла існувати конвекція речовини в мантії, що виходить на поверхню через розломи в тектонічних плитах. Плавлення і в'язкість речовини залежать від тиску і хімічних змін в мантії. В'язкість мантії коливається від 1021 до 1024 Па·с в залежності від глибини. Для порівняння, в'язкість води складає близько 10−3 Па·с, а пеку — 107 Па·с.
Межею між ядром Землі та мантією є розрив Гутенберга.

### Кора
Земна кора має товщину від 5 до 70 км. В залежності від складу, будови та деяких інших характеристик виділяють материкову та океанічну земну кору.
Материкова кора є товстішою (від 25–45 км на платформах до 60–80 км в областях гороутворення), і поділяється на три шари — осадовий, «гранітний» і «базальтовий» (два останні розділяються поверхнею Конрада).
Океанічна кора лежить в основі океанічних басейнів, має товщину 5–10 км і, на відміну від материкової земної кори, не має «гранітного» шару.
Межею між земною корою та мантією є поверхня Мохоровичича.
Внутрішнє ядро було відкрито в 1936 році Інге Леманом і в основному складається з заліза та деякої кількості нікелю. Оскільки цей шар здатний передавати поперечні хвилі (поперечні сейсмічні хвилі), він має бути твердим. Експериментальні дані іноді були несумісні з поточними кристалічними моделями ядра. Інші експериментальні дослідження показують розбіжність під високим тиском: дослідження з алмазним ковадлом (статичні) при тисках ядра дають температури плавлення, які приблизно на 2000 K нижчі, ніж у дослідженнях з ударним лазером (динамічних). Лазерні дослідження створюють плазму, і результати припускають, що визначення умов внутрішнього ядра залежатиме від того, чи є внутрішнє ядро твердим тілом, чи плазмою з густиною твердого тіла. Це є областю активних досліджень.
На ранніх етапах формування Землі близько 4,6 мільярда років тому плавлення спричинило опускання густіших речовин до центру в процесі, званому планетарна диференціація (див. також залізна катастрофа), тоді як менш густі матеріали мігрували до кори. Вважається, що ядро в основному складається з заліза (80%), разом з нікелем та одним або кількома легкими елементами, тоді як інші щільні елементи, такі як свинець та уран, або занадто рідкісні, щоб бути значущими, або мають тенденцію зв'язуватися з легшими елементами і таким чином залишаються в корі (див. фельзичні матеріали). Деякі вчені стверджують, що внутрішнє ядро може бути у формі єдиного залізного кристала.
В лабораторних умовах зразок сплаву заліза з нікелем був підданий тиску, подібному до тиску в ядрі, затиснувши його в лещатах між 2 алмазними наконечниками (діамантові ковадла), а потім нагрівши приблизно до 4000 K. Зразок спостерігали за допомогою рентгенівських променів, і це сильно підтримало теорію про те, що внутрішнє ядро Землі складається з гігантських кристалів, що простягаються з півночі на південь.
Склад Землі має сильну схожість зі складом певних хондритових метеоритів і навіть з деякими елементами в зовнішній частині Сонця. Починаючи ще з 1940 року, вчені, включаючи Френсіса Бірча, будували геофізику на припущенні, що Земля подібна до звичайних хондритів, найпоширенішого типу метеоритів, що спостерігаються при падінні на Землю. Це ігнорує менш поширені енстатитові хондрити, які формувалися за надзвичайно обмеженого доступу кисню, що призвело до того, що деякі зазвичай оксифільні елементи існують частково або повністю в сплавній частині, що відповідає ядру Землі.
Теорія динамо припускає, що конвекція в зовнішньому ядрі в поєднанні з ефектом Коріоліса породжує магнітне поле Землі. Тверде внутрішнє ядро занадто гаряче, щоб утримувати постійне магнітне поле (див. температура Кюрі), але, ймовірно, діє для стабілізації магнітного поля, генерованого рідким зовнішнім ядром. За оцінками, середнє магнітне поле в зовнішньому ядрі Землі становить 2,5 мілітесли (25 гаусів), що в 50 разів сильніше за магнітне поле на поверхні.

## Глобальні властивості
| Хімічний елемент | Континентальна кора (%) | Верхня мантія (%) | Піролітова модель (%) | Хондритова модель (1) (%) | Хондритова модель (2) (%) |
| ---------------- | ----------------------- | ----------------- | --------------------- | ------------------------- | ------------------------- |
| MgO              | 4,4                     | 36,6              | 38,1                  | 26,3                      | 38,1                      |
| Al2O3            | 15,8                    | 4,6               | 4,6                   | 2,7                       | 3,9                       |
| SiO2             | 59,1                    | 45,4              | 45,1                  | 29,8                      | 43,2                      |
| CaO              | 6,4                     | 3,7               | 3,1                   | 2,6                       | 3,9                       |
| FeO              | 6,6                     | 8,1               | 7,9                   | 6,4                       | 9,3                       |
| Інші оксиди      | 7,7                     | 1,4               | 1,2                   | N/A                       | 5,5                       |
| Fe               | N/A                     | N/A               | N/A                   | 25,8                      | N/A                       |
| Ni               | N/A                     | N/A               | N/A                   | 1,7                       | N/A                       |
| Si               | N/A                     | N/A               | N/A                   | 3,5                       | N/A                       |

Примітка: У хондритовій моделі (1) легким елементом у ядрі вважається Si. Хондритова модель (2) є моделлю хімічного складу мантії, що відповідає моделі ядра, показаній у хондритовій моделі (1).

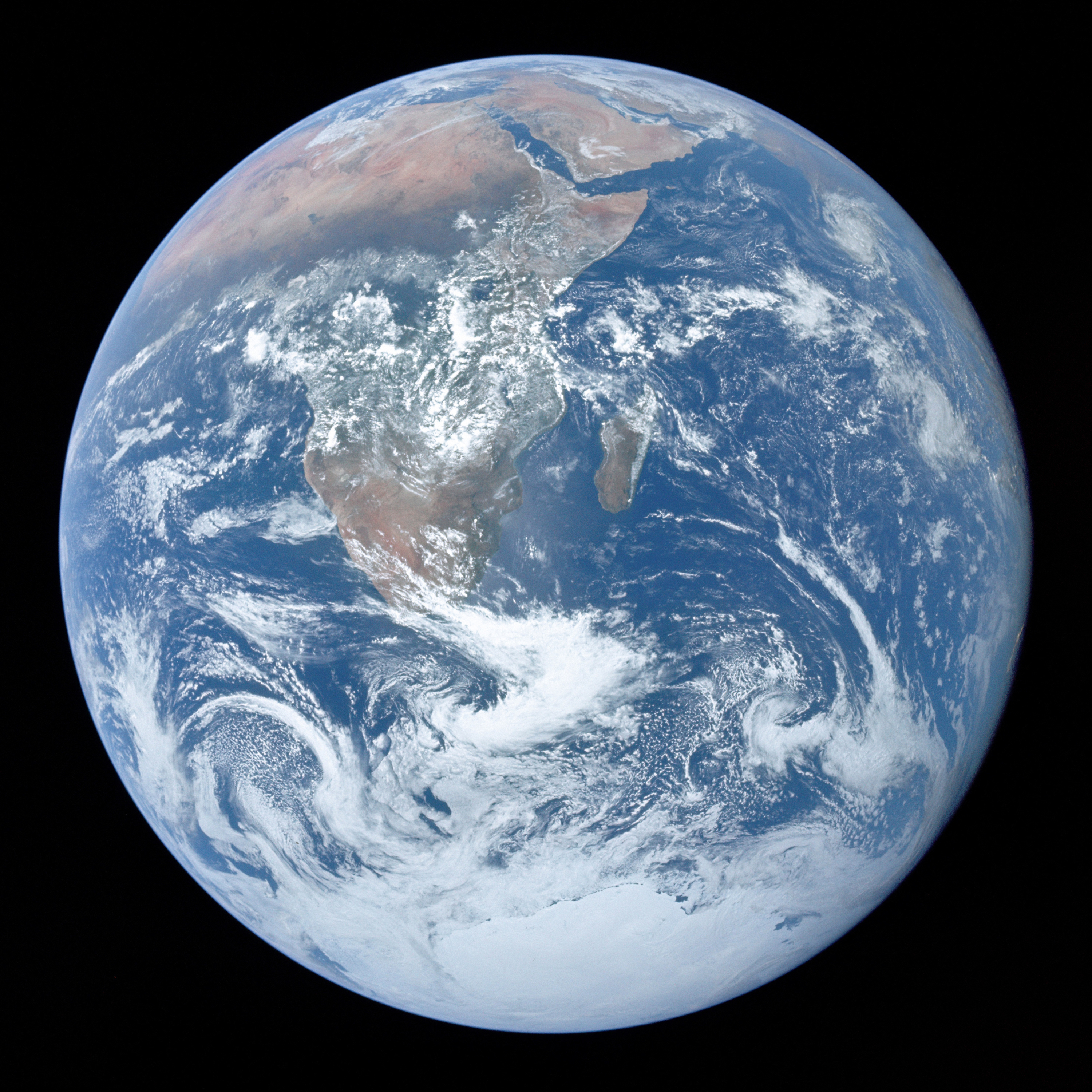
Фотографія Землі, зроблена екіпажем Аполлон-17 у 1972 році. Оброблена версія стала широко відомою як The Blue Marble.

Вимірювання сили, що створюється гравітацією Землі, можна використовувати для обчислення її маси. Астрономи також можуть обчислити масу Землі, спостерігаючи за рухом орбітальних супутників. Середню густину Землі можна визначити за допомогою гравіметричних експериментів, які історично проводились із використанням маятників. Маса Землі становить приблизно 6×1024 кг. Середня густина Землі становить 5515 г/см3.